# Musikjahr 1415
Liste der Musikjahre

◄◄ | ◄ | 1411 | 1412 | 1413 | 1414 | Musikjahr 1415 | 1416 | 1417 | 1418 | 1419 | ► | ►►

Weitere Ereignisse
Dieser Artikel behandelt das Musikjahr 1415.

## Ereignisse und Personalien

### Heiliges Römisches Reich

#### Freie Reichsstadt Konstanz
- Oswald von Wolkenstein nimmt im Gefolge Herzog Friedrichs IV. von Tirol am Konstanzer Konzil teil. Im Februar tritt er in den Dienst König Sigismunds (des deutschen Königs und Königs von Böhmen und Ungarn). Als Jahresgehalt sind 300 ungarische Gulden in der Bestallungsurkunde festgehalten. Nach einer Gesandtschaftsreise nach England, Schottland, Portugal und Spanien schließt er sich im Herbst wieder dem Gefolge König Sigismunds in Perpignan an.[1][2]
- Der italienische Komponist Ugolino von Orvieto vertritt als Kanoniker der Kathedrale von Forli die Stadt beim Konzil von Konstanz.[3]

#### Hochstift Utrecht
- Am Utrechter Dom wird zur Ausübung polyphoner Musik zur Unterstützung des Rector scholarum ein erster Succentor ernannt.[4]

### Herzogtum Burgund
- Der franko-flämische Komponist und Sänger Thomas Fabri ist vom 23. Juni 1412 bis zum Jahr 1415 Priester und Succentor an der Sint-Donaaskathedraal in Brügge.[5]
- Die Komponisten und Sänger Cardot, Guillaume Rouge und Pierre Fontaine sind Mitglieder der von Herzog Johann Ohnefurcht im Sommer 1415 wiederbelebten Hofkapelle.[6]
- Der Organist und Sänger Guillaume Rubi ist zwischen 1415 und 1416 Mitglied der Hofkapelle.[7]

### Italienische Staaten

#### Brescia
- Der französische Komponist Beltrame Feragut steht von 1415 bis 1416 auf der Gehaltsliste der Kapelle Pandolfos III. Malatesta in Brescia.[8]
- Der Komponist und Sänger Prepositus Brixiensis hält sich zwischen 1413 und 1415 vermutlich in Brescia auf.[9]

#### Florenz
- Der italienische Notar, Richter und Komponist Piero Mazzuoli ist zwischen 1403 und 1415 Organist an der Basilica di San Lorenzo in Florenz.[10]

#### Venedig
- Der italienische Komponist Christoforus de Monte ist zwischen 1412 und 1415 Mansarius und Sakristan an der Kathedrale von Belluno.[11]

### Königreich England
- Der englische Komponist Forest ist ab 1415 Erzdiakon von Surrey.[12]

### Königreich Frankreich
- Die englischen Komponisten John Burell, Damett und N. Sturgeon befinden sich in der Kapelle im Gefolge Heinrichs V. bei der Belagerung von Harfleur.[13][14][15]
- Bei der Schlacht von Azincourt befindet sich der englische Komponist John Cooke im Gefolge Heinrichs V.[16]

## Kompositionen und Schriften
- Der italienische Komponist Antonius Romanus verfasst vermutlich die Motetten Ducalis sedes/Stirps Mocenigo zu Ehren des Dogen von Venedig Tommaso Mocenigo.[17]
- Der italienische Musiktheoretiker Nicolaus de Capua schreibt sein Compendium musicale.[18]
- Die älteste Fassung des Old Hall Manuscripts (OH-I) entsteht zwischen 1415 und 1421.[19]

## Instrumentenbau
- In der Propsteikirche in Dortmund lässt Prior Hermann von Recklinghausen eine Orgel errichten.[20]

## Geboren

### Genaues Geburtsdatum unbekannt
- Robert le Pelé de la Magdalaine (auch Robinet le Pelé de la Magdalaine), Sänger († 1478)[21]

### Geboren um 1415
- Johannes Gallicus, franko-flämische Musiktheoretiker († 1473 oder 1474)[22]
- Garnesy, englischer Kirchenmusiker und Komponist († unbekannt)

## Gestorben

### Todesdatum gesichert
- 05. Februar: Winand Bock von Pommern, deutscher Kanoniker und Domherr in Trier (* 1329)

### Genaues Todesdatum unbekannt
- Andrea da Firenze, Florentiner Komponist und Organist (* um 1350)